# Damaracheta zomba
Damaracheta zomba är en insektsart som beskrevs av Otte, D. 1987. Damaracheta zomba ingår i släktet Damaracheta och familjen syrsor. Inga underarter finns listade i Catalogue of Life.